# Yuka (musique)
Pour les articles homonymes, voir Yuca.
À ne pas confondre avec la plante "yucca" ou avec la marque française de mode vestimentaire "yuka paris"

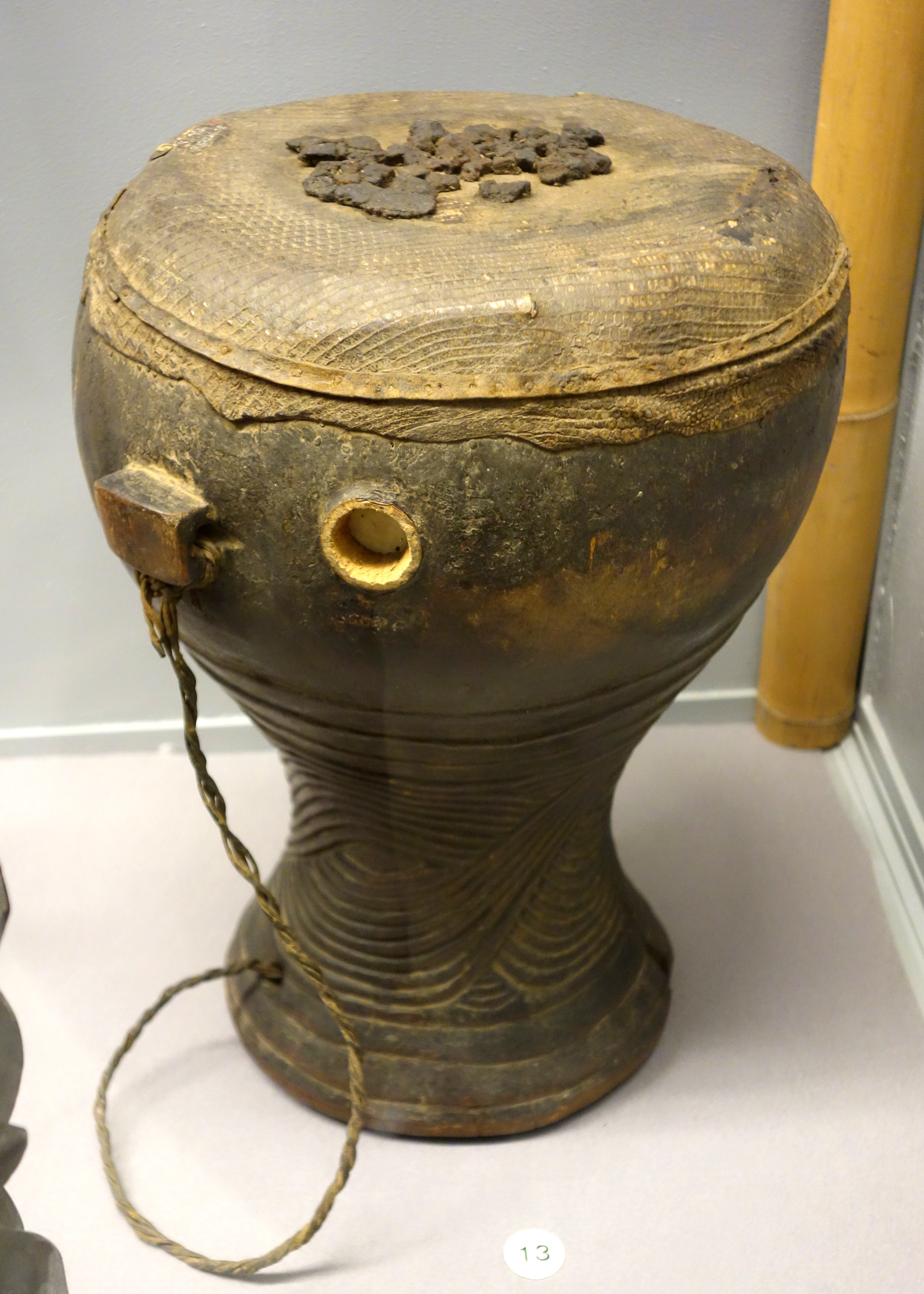
Tambour ancien 'ditumba', de la tradition africaine Luba (Musée Royal de l'Afrique Centrale à Tervuren, Belgique.)

Les tambours yuka étaient joués à Cuba par les esclaves d'origine
bantou lors des rituels palo monte, regla de Mayombe ou makuta.
Ils sont au nombre de trois :
- caja (joué avec des baguettes appelées guagua ou cajita) ; tumba
- mula ;
- cachimbo, ou tumba, répandu dans la province d'Oriente et correspondant au ditumba, batterie de trois tambours faisant partie de la tradition  luba (ou lube) venant du Kasaï.